# تل البيعة

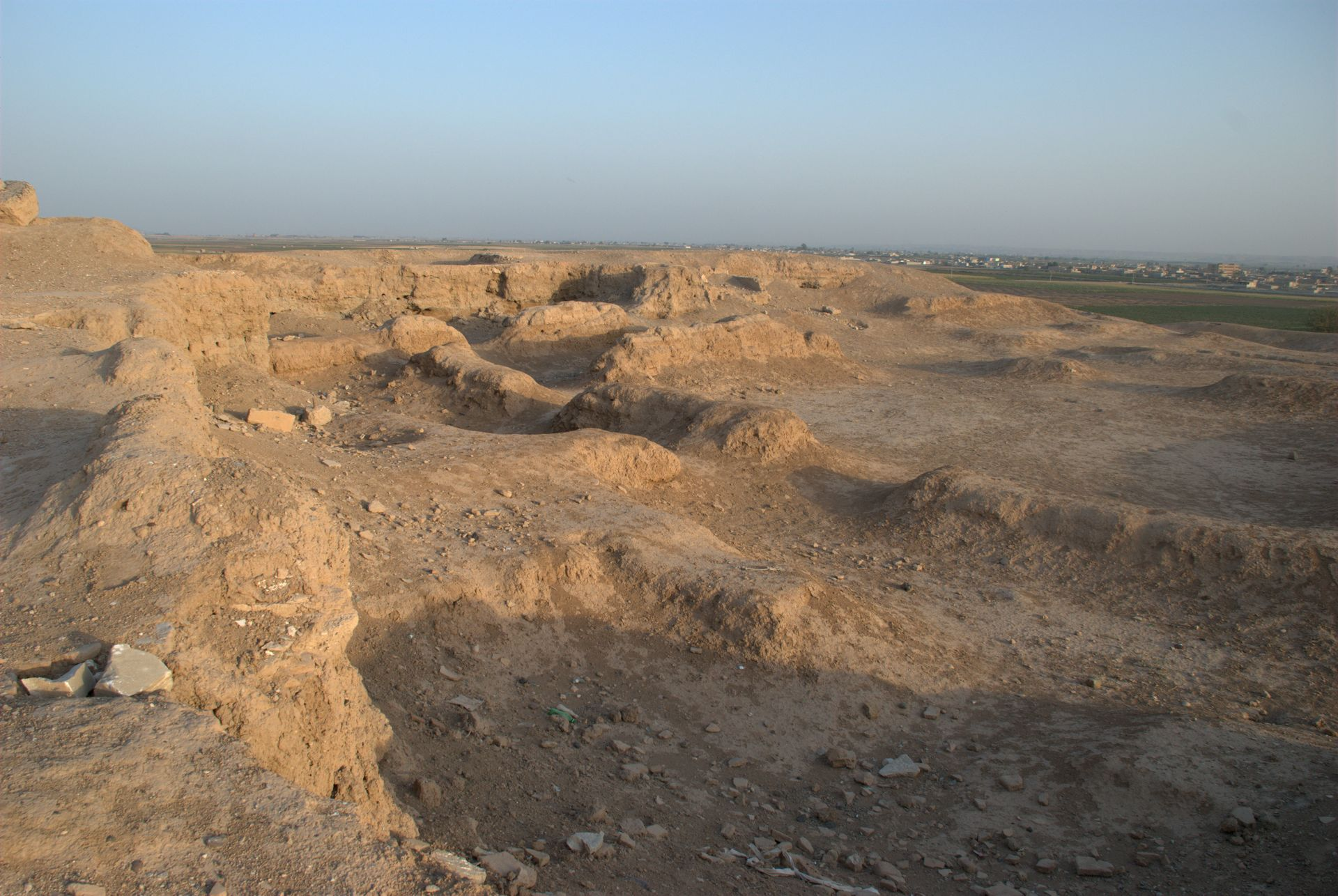

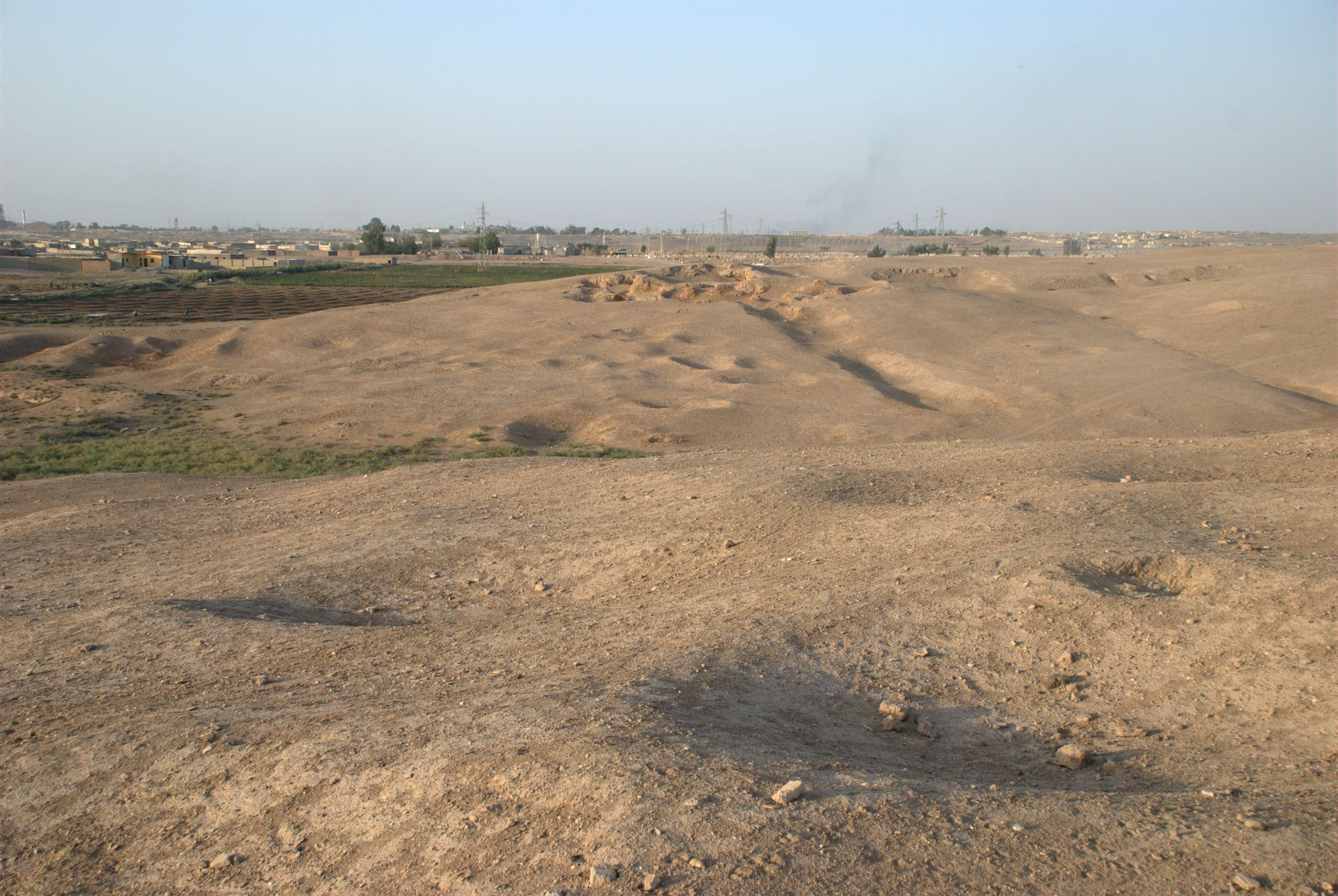

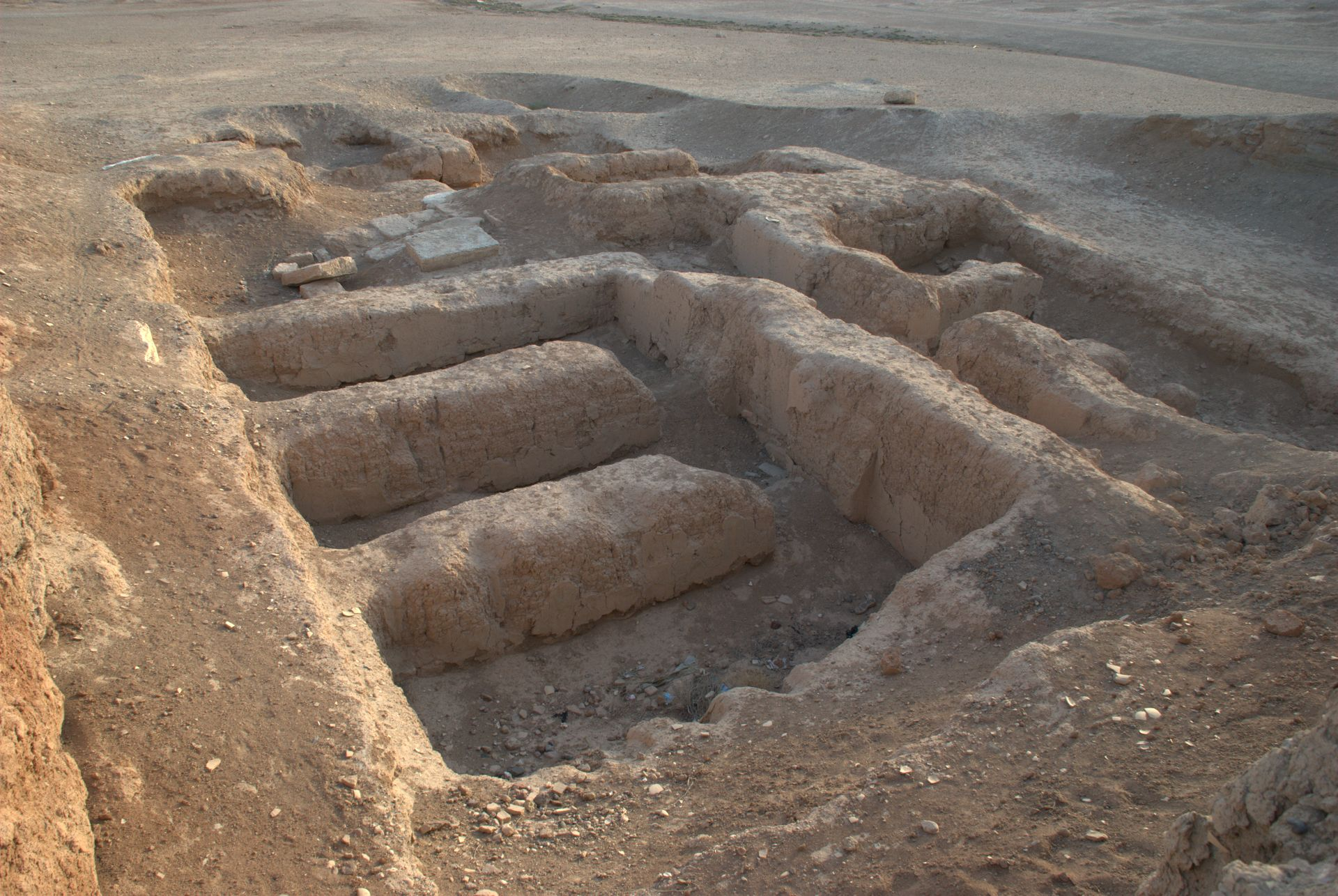
القبور

تل البيعة في سورية أو مدينة توتول التاريخية واحدة من المدن الأثرية والتاريخية الهامة في حضارات الجزيرة السورية.

## الموقع
تقع مدينة توتول في سوريا عند ملتقى نهر الفرات برافده نهر البليخ على بعد 3 كم من مدينة الرقة وتسمى اليوم تل البيعة الشهيرة بأهميتها التاريخية في منطقة الجزيرة السورية.
يقع تل البيعة (توتول) في شمال شرق مدينة الرقة على بعد ثلاثة كيلومترات شمال الفرات، وثلاثة كيلومترات غرب البليخ فوق بروز أرضي من ضفة النهر. ويفصله عن التل الأكثر حداثة منخفضات طبيعية حوارية، ويخترقه خندق قناة قديم يعود إلى الألف الثالث قبل الميلاد. وتظهر أطلال التل سمات مدينة قديمة واسعة، تتألف من هضبة مركزية، يحيط بها سور، وتبلغ أبعاد التل 700 × 800 متر، ويتصل به من طرفه الجنوبي الشرقي، خارج سور المدينة، تل منخفض مستطيل الشكل تقريباً، يعتقد أنه يحوي في داخله أطلال بناء من العصور البيزنطية. والتل منسوب إلى البيعة أي الكنيسة ومن المرجح أن هذه الآثار تعود إلى مدينة «توتول» القديمة التي كانت تتمتع بنفوذ واسع في الألف الثاني قبل الميلاد وهي مدينة معروفة في الوثائق المسمارية الرافدية في الألف الثالث والثاني قبل الميلاد، وذلك وفقاً لنظرية الأستاذ «دوسان» عام 1962، والذي أشار فيها أن الموقع يخبئ في جوفه البقايا الأثرية للمدينة القديمة.

## الشهرة والتاريخ
ورد ذكر مدينة توتول في أخبار صارغون/ساراغون الذي استمد سلطته من إله توتول المسمى داغان الذي منحه البلاد العليا سوريا والأناضول ومن توتول انطلقت فتوحات صارغون/ساراغون، ذلك لما تتمتع به هذه المدينة من ميزات تعبوية، فهي غنية بالغذاء لزراعتها المتطورة. ولقد ذكر أن أفراد جيش صارغون/ساراغون المؤلف من 4.800 شخص كانوا يأكلون يوميا بحضرته. وبفضل الإله دجن حامي صارغون/ساراغون. تحققت له سطوة لا منافس لها في كل البلاد. وفي إحدى كتابات رقم مملكة ماري إشارة إلى اسم ملك توتول ياخلو كوليم.
ولم تكن توتول مستقرة كي تستطيع صد أطماع مملكة يمحاض حلب ومملكة ماري على الفرات الأوسط في سوريا والسيطرة عليهما. وعندما حاول ملك توتول التحالف مع أحد قادة المنطقة لاعوم ومعه العشائر يدعمهم ملك يمحاض قام ملك ماري بمقاومة هذا التحالف في مدينة حماتوم/تل الحمام وهاجم وهدم أسوار توتول، وأصبح يلقب باسم ملك ماري وبلاد هانار.
كشفت التنقيبات الأثرية في تل البيعة عن وجود مدينة توتال أو توتول الأثرية والتي تعود لعصر أوروك وفي الألف الثالث قبل الميلاد تحولت إلى مدينة كثيفة السكان ومحصنة بالأسوار المرتفعة، واشتهرت (توتول) قديما بصناعة الفخار حيث تم الكشف عن مشغل ومصنع وفرن لصناعة الفخار والكثير من الصناعات الفخارية - أواني - ألواح.. وغيرها، ومن المكتشفات الهامة في المدينة القصر والكنائس ولوحات الفسيفساء الرائعة التي اشتهرت عالميا بلوحات فسيفساء توتول وكذلك الأختام التي تعود للعصر الأكادي والكتابات السريانية.
تلقي النصوص المسمارية المكتشفة في تل البيعة أضواء على أهمية مدينة توتول من الناحية الدينية والاقتصادية والسياسية، وكان إله المدينة «دجن» يتبوّأ مركزاً مرموقاً في مجمع آلهة شمالي بلاد الرافدين. إذ تذكر النصوص أن صرغون ملك آكاد قد صلى في معبده أثناء حملته على سورية، وأن حفيده نارام سن طلب منه المساعدة على تدمير مدينة إبلا، كما أن ملوك ماري المتأخرين كانوا يطلبون منه القوة والبأس. وقد ذُكر اسم توتول أكثر من مئة مرة في وثائق إبلا دون أن تشير هذه الوثائق إلى أسماء حكامها، وتبقى الأحداث السياسية في عصر فجر السلالات الباكر والعصر الأكادي غير معروفة جيداً، وكل ما نعرفه أن الوثائق من عصر إمار- سن وهو من حكام سلالة أور الثالثة، تذكر أمير مدينة توتول. غير أن النصوص المكتشفة في قصر ماري، والتي تؤرخ في العصر البابلي القديم، تعطينا صورة أوضح عن العلاقة بين المدينتين، وعن الأوضاع الدينية والسياسية، ولاسيما فيما يتعلق بعبادة الإله دجن، وعن التجارة وطرق السفر، والموقع الاستراتيجي المهم، ووفرة الغلال الزراعية.
كانت توتول تتمتع بعلاقات متميزة مع جنوبي بلاد الرافدين وعيلام، وبعلاقات أوثق مع سورية الداخلية في عصر حضارة أوروك، وقد نمت هذه العلاقة لتشمل حوض البليخ وتل خويرة في عصري أور الثالثة والبابلي القديم، كما لوحظ وجود علاقات قوية بينها وبين بلاد بابل وآشور.
بدأت مدينة توتول تفقد أهميتها تدريجياً منذ منتصف الألف الثاني قبل الميلاد، وقد ورد اسمها آخر مرة في القرن الثاني عشر قبل الميلاد على أنها مركز حدودي بين الحثيين والآشوريين، ثم تلاشت أهميتها نهائياً في عصور لاحقة. وقد أسس السكان مدينة جديدة في القرن الثالث قبل الميلاد وسموها نيكفوريون Nikephorion إلى الجنوب من أطلال مدينة توتول، واستخدموا المدينة القديمة لدفن موتاهم، وفي القرن السادس الميلادي شيدت كنيسة في مركز أطلال مدينة توتول القديمة، ذات أرضية مفروشة بمشاهد فسيفسائية رائعة، ومنذ ذلك الحين أصبحت توتول تدعى بتل البيعة نسبة إلى الكنيسة.
قامت بعثة ألمانية برئاسة إيفا شترومنغر E.Stromenger بالتنقيب الأثري في تل البيعة منذ عام 1980، بدعم وتمويل جمعية الأبحاث الألمانية، وقد أنهت البعثة أعمالها الأولية عام 1995، وتفرغت لدراسة المكتشفات التي قامت بها، وسوف تستأنف أعمال التنقيب بعد الانتهاء من نشر الأبحاث والدراسات. وقد أدت أعمال التنقيب إلى الكشف عن لقى أثرية وبقايا عمرانية، يعود أقدمها إلى عصر الأورك في الألف الرابع قبل الميلاد، وصولاً إلى العصر الزنكي. ومن أهم هذه البقايا: معبد من النماذج المنتشرة في شمالي سورية ووسطها والمعروف بالمعبد ذو الرواق، ويقع خلف سور المدينة بالقرب من البوابة الغربية. ومعبد رئيسي لإله المدينة المعروف باسم «دجن»، ويقع في المنطقة الشرقية من التل المركزي. كما تم الكشف عن سلسلة من القصور تقع في التل المركزي، حيث تظهر تبايناً في النماذج المعمارية، مما يعكس التأثيرات المختلفة والتبدلات الحضارية والسياسية التي خضعت لها المدينة. أهمها ما دعي بالقصر المحترق، أو القصر «ب» العائد إلى الألف الثالث قبل الميلاد، والقصر «أ» الذي يعود تاريخه إلى العصر البابلي القديم في الألف الثاني قبل الميلاد، ويحيط بالممر المؤدي إليه برجان بارتفاع 12 متراً لكل منهما، وقد عثر في هذا القصر على عدد كبير من الرقم المسمارية ذات الطبيعة الإدارية، كما وجدت في هذا المركز من التل أبنية ذات طبيعة تعود إلى عصور مختلفة، تحوي في داخلها مستودعات وتنانير وبيوت سكن تعود إلى مختلف العصور، وذات نماذج معمارية متباينة، بالإضافة إلى مشاغل صناعية للتعدين وتصنيع الفخار، ويبدو أن الفخار المكتشف مشابه لفخار آخر مكتشف في حماة وماري في الطبقة E إضافة إلى مدافن للسكان من مختلف الطبقات شيدت داخل بيوت خاصة وفي ساحات مكشوفة وفي مقبرة خارج أسوار المدينة، كما عثر على قبور ملكية تعود إلى النصف الأول من الألف الثالث قبل الميلاد، وهي مبنية بطوب غير مشوي فوق الأرض مباشرة، أما أسوار المدينة فهي مبنية بلبن غير مشوي، وتبلغ سماكة سور المدينة الأقدم (8 أمتار)، كما عثر على بوابة في الطرف الغربي.
وما تزال هناك جولات أخرى من التنقيب لإكمال ما بدأ من اكتشافات في التل الغني آثارياً، وإلقاء المزيد من الضوء على حضارات الألف الثالث التي مازال الكثير من أسرارها غير معروف. أما الآثار المكتشفة فهي محفوظة في متحف الرقة.